# Златопільська чоловіча гімназія
Златопільська чоловіча гімназія (попередня назва — Златопільська чоловіча прогімназія, ще більш давня назва — Златопільське повітове дворянське училище) — колишній навчальний заклад Чигиринського повіту Київської губернії.

## Історія

### Приватний Пансіон Л.М.Віллєті
До 1836 року в містечку Златопіль Чигиринського повіту Київської губернії ще з 1828 року надавав початкову освіту іноземний трикласний чоловічий приватний пансіон Людвіга Михайловича Віллєті з дозволу Імператорського Харківського університету від 1820 року. З 1831 року в пансіоні було вже 5 класів. Цього року до пансіону було прийнято 15 учнів, з них: 9 дітей дворян, 5 дітей чиновників і 1 — різночинців.
Відповідно до звіту за 1836–1837 навчальний рік в пансіоні навчалось 43 учні: 40 дітей дворян, 5 дітей чиновників, 1 — іноземців. Добрі успіхи мали 32 учні, посередні — 8, не атестовані — 3 (2 через бездарність, 1 через відсутність бажання).
У 1838 році плата за навчання в пансіоні складала 300 рублів на рік, а з музикою — 400.

### Златопільське повітове дворянське училище

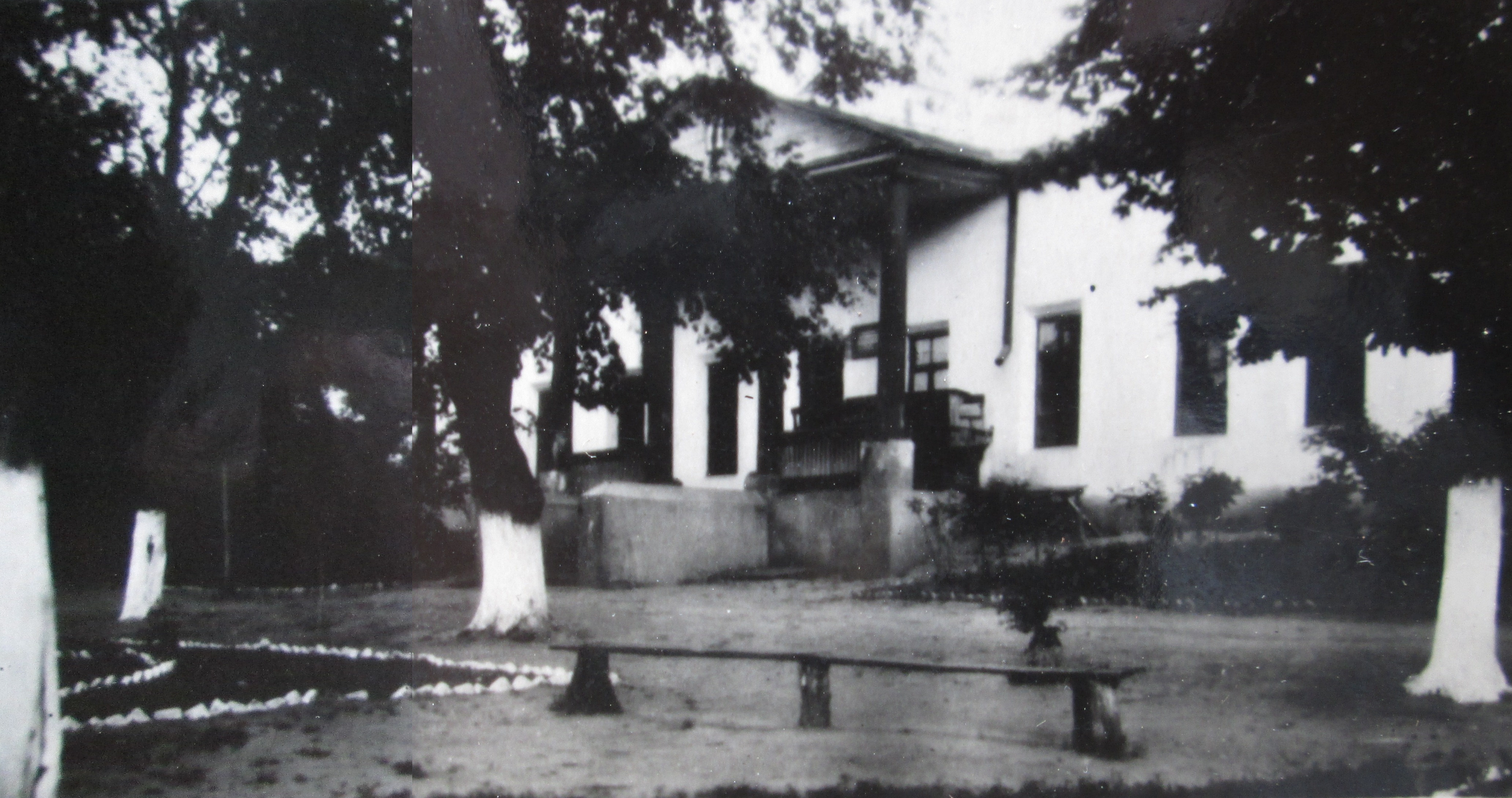
Златопільське дворянське училище, згодом Златопільська прогімназія

Ймовірно, попит на освіту був значно більшим, оскільки 31 березня 1836 року брати Лопухіни, що були одружені з доньками власника Златополя генерал-лейтенанта Удома, звернулись до правління Університету Святого Володимира з пропозицією заснувати в місті дворянське чотирикласне училище.
Акт урочистого відкриття училища відбувся 28 серпня 1836 року.
З цієї нагоди у Златопіль прибув керівник Київського навчального округу фон Братке.
Л. М. Віллєті перші п'ять навчальних років в училищі викладав французьку мову.
Перші три класи училища повністю відповідали трьом нижчим гімназійним класам, а четвертий був організований для тих, хто хотів би обмежитися меншою, ніж гімназійна, але закінченою освітою.
В 1839 році було відкрито метеорологічний майданчик.
Почесним наглядачем в 1836–1849 навчальних роках був Голова повітового дворянства в 1836–1838 роках надвірний радник Петро Лопухін, а в 1850–1860 навчальних роках був Голова повітового дворянства в 1843–1857 роках колезький асесор Лев Бороздін.
В 1843 році започатковано, а 29 липня 1860 року завершилось будівництво двоповерхового цегляного житлового приміщення пансіону, а з 1862 року в ньому була облаштована домашня церква.
Списки керівників, викладачів, службовців та випускників можна переглянути на сайті.

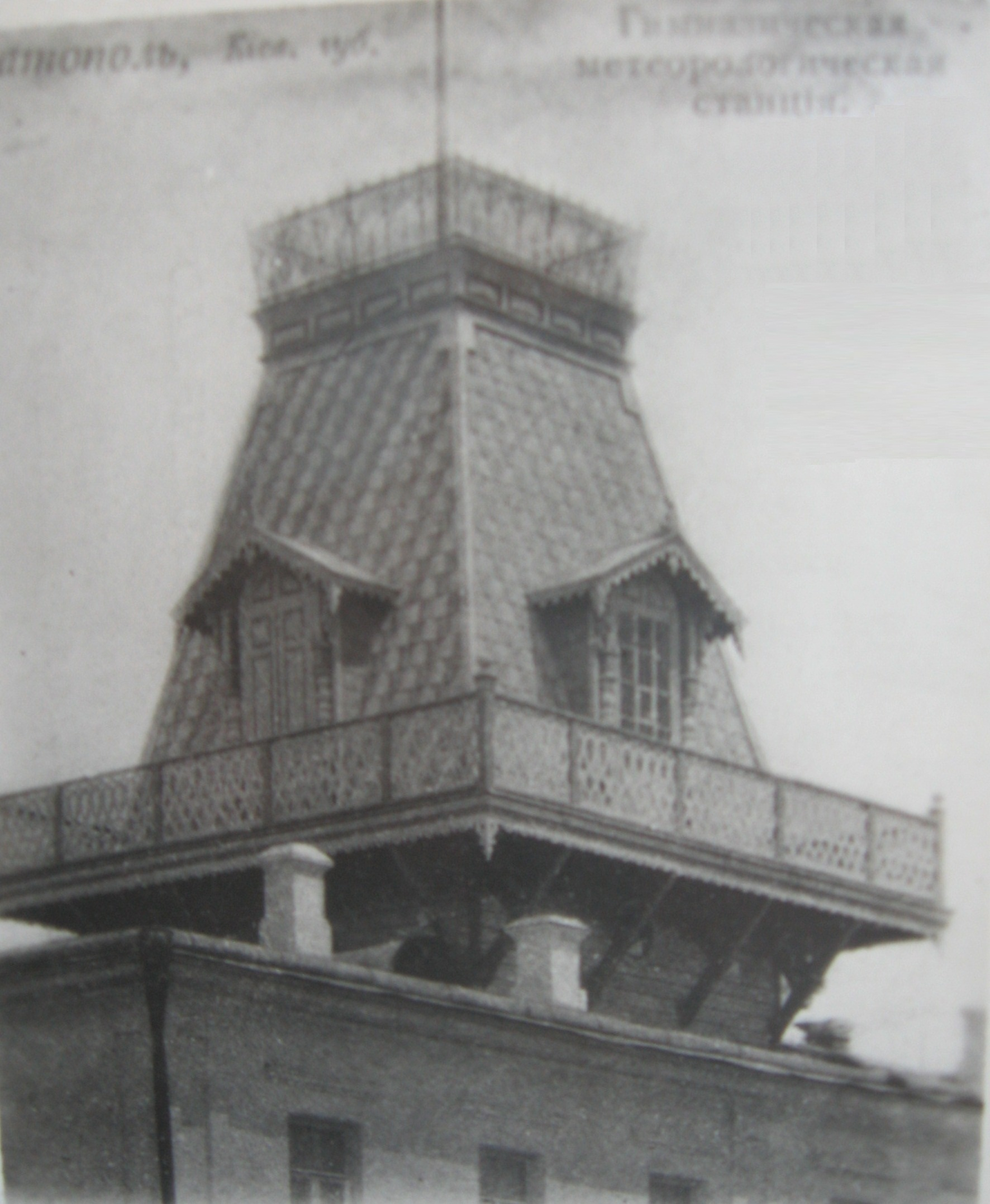
Метеовежа

### Златопільська чоловіча прогімназія

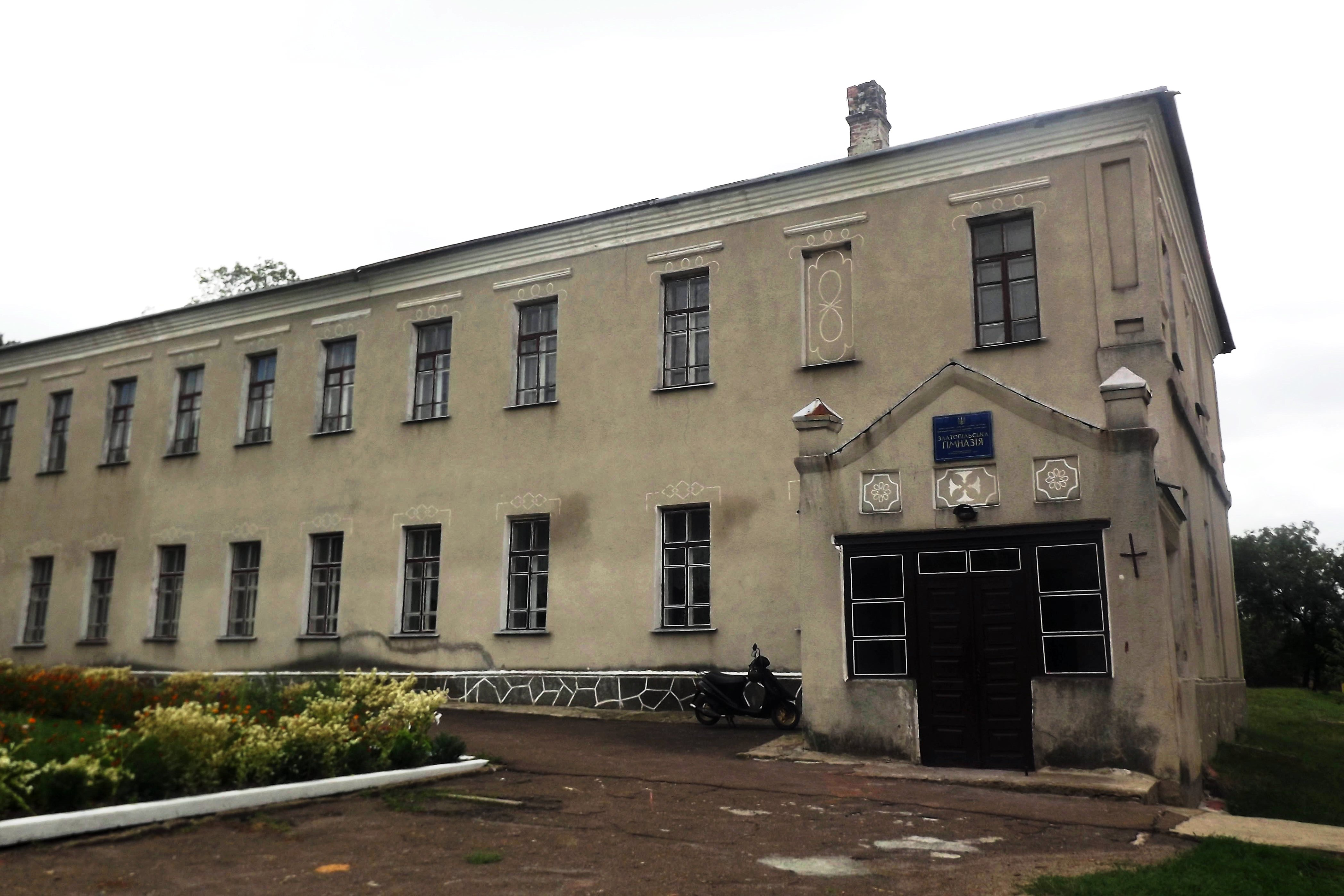
Приміщення пансіону

У жовтні 1863 року надійшов дозвіл Міністерства народної освіти перетворити четвертий клас училища в гімназійний клас з правом вступу до п'ятого класу гімназії без іспитів. Таким чином, за рівнем організації навчального процесу з 1868–1869 навчального року Златопільське повітове дворянське училище отримує статус Златопільської прогімназії з предметом Латинська мова. З 1871 року у навчальні предмети додається Грецька мова та додається підготовчий клас, в який набрано 43 учня.
У 1876 році було розглянуте питання про будівництво нового і перебудови наявного приміщень. Було підрахована необхідність 13257 рублів для нового та 2743 рублі для наявного. Лише у 1881 році були знайдені для цього кошти: почесний попечитель в 1864–1886 навчальних роках підпоручик у відставці Микола Цвітков надав 30000 (за що був нагороджений Орденом Святого Володимира 4 ступеня 1 січня 1886 року), а Бродський — 10000 облігаціями східної позички.
З 1882—1883 навчального року чотирикласна прогімназія перетворюється в шестикласну.
У вересні 1884 року Мойсей Метт відрахований за «шкідливий вплив» через запрошення учнів до свого помешкання та читання шкідливої літератури.
У жовтні 1884 року почесний попечитель Микола Цвітков заявив про створення метеостанції.
Списки керівників, викладачів, службовців та випускників можна переглянути на сайті.

### Златопільська чоловіча гімназія
1885 року Златопільська прогімназія перетворена в повну класичну чоловічу гімназію. У зв'язку з цим на засіданні господарського комітету гімназії розглядається питання про можливість будівництва нового приміщення.
Будівництво нового корпусу гімназії велося з 1885 по 1891 рік на земельній ділянці, переданій у пожертву Лопухіними — власниками Златопільської садиби, на кошти Миколи Цвіткова та Лазаря Бродського. Автором проекту вважається архітектор Чекмарьов (за іншими даними, Архипов). Відкриття будівлі відбулось 12 травня 1891 року. До об'єктів відповідальності гімназії було зараховано й кам'яну капличку над склепом предків Лопухіних.
В березні 1886 Микола Цвітков зробив додаткову пожертву готівкою.
В 1900 році плата за навчання в гімназії складала 250—300 рублів на рік. Крім цього необхідно було сплатити одноразовий внесок 40-50 рублів. Вартість квартири для учнів складала 100—300 рублів.
1901 року на даху приміщення пансіону побудовано метеовежу.
Давид Миколайович Ніколіч-Ангерт (нар.1891, Єлизаветград) у 1906 році відрахований із гімназії за участь у революційному русі.
Почесним попечителем в 1907–1908 навчальному році був Лопухін Іван Миколайович.
Кілька членів меценатської родини Терещенків були почесними членами Товариства допомоги нужденним учням Златопільської чоловічої гімназії та Златопільської жіночої прогімназії.
В 1913 році колишній директор гімназії Микола Леонтійович Лятошинський вніс 1300 рублів і цим заснував персональну стипендію.
Гімназія витримувала конкуренцію не тільки з іншими другорядними містами Російської Імперії, але й з гімназіями Києва. Вже на початку XX століття чомусь саме в цю гімназію віддавали своїх дітей батьки, які мали можливість обирати навчальний заклад за критерієм престижності (зокрема: Филиповичі).
Списки керівників, викладачів, службовців та випускників можна переглянути на сайті.
Понад 290 випускників та учнів стали учасниками Першої світової війни, з них:
5 Генералів;
Кавалерів Ордену Святої Анни: 1 ступеня — 3, 2 ступеня — 35, 3 ступеня — 70, 4 ступеня — 76;
Кавалер Ордену Білого Орла: — 1;
Кавалерів Ордену Святого Володимира: 2 ступеня — 1, 3 ступеня — 5, 4 ступеня — 22;
Кавалерів Ордену Святого Георгія: 4 ступеня — 13;
Кавалерів Георгіївської Зброї: — 11;
Кавалер Ордену Святого Олександра Невського: — 1;
Кавалерів Ордену Святого Станіслава: 1 ступеня — 3, 2 ступеня — 41, 3 ступеня — 84;
Кавалер Залізного хреста УНР: — 1;
Кавалер Хреста Симона Петлюри: — 1.
У жовтні 1920 року Златопільська чоловіча гімназія завершила свою роботу.
Думка висловлена щодо Першої київської гімназії цілковито стосується і Златопільської чоловічої гімназії:
|  | Після жовтня 1917 року навчальна справа перейшла в руки експропріаторів. Полишаючи «принизливі методи царського періоду виховання та навчання», більшовики нав'язали педологію, викинувши «на звалище історії» все те, що не вписувалось в нову ідеологію. На цілі десятиріччя припинили свою діяльність гімназії. Створені замість них трудові школи-комуни мало в чому поступались закладам, які існували в напівдикій Росії до початку XIX століття, коли на карті нашого міста з'явилась одна з перших в історії вітчизняної освіти гімназія. |

## Керівники

### Керівники дворянського училища
| ПІП                            | Дата нар. | Дата см.   | Чин                | Рік пр.    | Рік зв.    | Посада                 | Інші навчальні заклади | Зазначення |
| ------------------------------ | --------- | ---------- | ------------------ | ---------- | ---------- | ---------------------- | --- | --- |
| Должанський Максим Іванович    |           |            | надвірний радник   | 1840       | 1857       | Штатний наглядач       | | |
| Калівода Антон Антонович       | 1795      | 17.01.1838 |                    | 01.06.1836 | 17.01.1838 | Штатний наглядач В. о. | 26.11.1834—07.04.1836 — кімнатний наглядач шляхетного пансіону, з 15.12.1834 — вчитель предметів Німецька мова та Французька мова, з 01.01.1836 — в. о. вчителя предмету Німецька мова Київської гімназії. | Помер у Златополі. Похований на парафіяльному римо-католицькому цвинтарі біля Златопільського костелу. Брат Ян — видатний чеський композитор і скрипаль. Дружина — Гафія Іванівна Корецька. Донька Юзефіна (нар.16 вересня 1828 Романівка, хрещена в Звенигородському костелі 28 жовтня 1828 року, хрещені батьки: Олександр Скальковський, лікар, та Павлина Корецька, дружина капітана). Син Антон (нар.22 листопада 1831 Звенигородка, хрещений в Звенигородському костелі 28 грудня 1831 року, хрещені батьки: Демокріуш Степанович Пасенков, віце-губернатор Київської губернії і кавалер, та Текля Буйновська, дружина капітана). Син Павло (нар.10 січня 1835 Білозір'я, хрещений в Смілянському костелі 17 січня 1835 року, хрещені батьки: Яків Корецький, капітан артилерії, та Катерина Глинська). Син Фелікс (нар.22 травня 1837 Златопіль, хрещений в Златопільському костелі 14 квітня 1838 року, хрещені батьки: Лопухін Петро Федорович, голова Чигиринського повітового дворянства і кавалер, та Ілія, дружина Адріана Федоровича Лопухіна. |
| Люценко Данило Юхимович        |           |            | титулярний радник  | 1838       | 1839       | Штатний наглядач В. о. | | |
| Паєвський Іван Іванович        |           |            | колезький радник   | 1857       | 1859       | Штатний наглядач       | | Голова тимчасової Златопільської повітової Єврейської училищної комісії |
| Рутенберг Василь Карлович      |           |            | колезький секретар | 1839       | 1840       | Штатний наглядач       | 1836—1839 н. р. помічник інспектора студентів Київського Імператорського університету Святого Володимира                                                                                                   | |
| Сторожевський Микола Кирилович |           |            | надвірний радник   | 1860       | 1864       | Штатний наглядач       | Законознавство: 1850—1854, 1865—1866 н.р. Полтавська чоловіча гімназія 1854—1860 н.р. Ніжинська чоловіча гімназія                                                                                          | Голова тимчасової Златопільської повітової Єврейської училищної комісії |
| Труль Рудольф Ернестович       |           |            | титулярний радник  | 1865       | 1868       | Штатний наглядач       | 1852—1864 н. р. зберігач мінералогічного кабінету Київського університету Святого Володимира | |

### Керівники прогімназії
| ПІП                        | Дата народження | Дата смерті | Чин              | Рік пр. | Рік зв. | Посада                | Інші навчальні заклади | Зазначення |
| -------------------------- | --------------- | ----------- | ---------------- | ------- | ------- | --------------------- | --- | ---------- |
| Ільїн Дмитро Тимофійович   | 1849            | 1887        | статський радник | 1880    | 1887    | Директор гімназії     | Латинська мова: 1874—1877 н. р. Феодосійська чоловіча прогімназія 1877—1879 н. р. Київська чоловіча прогімназія 1879—1880 н. р. Перша київська гімназія |            |
| Солнцев Гаврило Степанович |                 |             | статський радник | 1876    | 1880    | Інспектор прогімназії | 1849—1855 н. р. наглядач Зотовського духовного училища 1857—1859 н. р. Математика, 1859—1860 н. р. Цивільна історія Тамбовська духовна академія 1860—1862 н. р. Російська мова Пінська чоловіча гімназія 1862—1873 н. р. Російська мова, Латинська мова Орловска чоловіча гімназія 1873—1876, 1884—1889 н. р. інспектор народних училищ Київської, Подільської та Волинської губерній |            |
| Труль Рудольф Ернестович   |                 |             | колезький радник | 1868    | 1876    | Інспектор прогімназії | 1852—1864 н. р. зберігач мінералогічного кабінету Київського університету Святого Володимира |            |

### Керівники гімназії
| ПІП                                | Дата народження | Дата смерті      | Чин                      | Рік пр. | Рік зв. | Посада             | Інші навчальні заклади | Зазначення |
| ---------------------------------- | --------------- | ---------------- | ------------------------ | ------- | ------- | ------------------ | --- | ---------- |
| Андрієвський Олексій Олександрович | 16 березня 1845 | 9 липня 1902     | статський радник         | 1885    | 1890    | Інспектор гімназії | |            |
| Воєводський Лука Іванович          |                 |                  | статський радник         | 1898    | 1905    | Інспектор гімназії | Немирівська чоловіча гімназія: 1879—1894 н. р. Російська мова, Грецька мова; 1894—1897 н. р. Давні мови. 1897—1898 н. р. Давні мови Перша київська гімназія |            |
| Волкобой Іван Трохимович           |                 |                  | статський радник         | 1890    | 1897    | Інспектор гімназії | Історія, Географія: 1872—1883 н. р. Білоцерківське реальне училище; 1884—1889 н. р. Рівненське реальне училище. 1884—1889 н. р. Інспектор (в. о.) Рівненське реальне училище 1889—1890 н. р. Інспектор (в. о.) Лубенська чоловіча гімназія 1897—1906 н. р. Інспектор (в. о.) Немирівська чоловіча гімназія         |            |
| Еслінгер Юрій Васильович           | 1848            |                  | статський радник         | 1894    | 1896    | Директор гімназії  | 1873—1874 н. р. Російська мова Харківська прогімназія 1875—1883 н. р. Інспектор Бєлгородської прогімназії 1884—1894 н. р. Директор Острогозької прогімназії 1896—1898 н. р. Інспектор народних училищ Київської, Подільської та Волинської губерній                                                                |            |
| Живаго Степан Андрійович           |                 |                  | статський радник         | 1906    | 1909    | Інспектор гімназії | 1894—1906 н. р. Давні мови в Глухівській гімназії 1909—1913 н. р. Інспектор Острозької гімназії 1913—1916 Інспектор Білоцерківської чоловічої гімназії |            |
| Ільїн Дмитро Тимофійович           | 1849            | 1887             | статський радник         | 1880    | 1887    | Директор гімназії  | Латинська мова: 1874—1877 н. р. Феодосійська чоловіча прогімназія 1877—1879 н. р. Київська чоловіча прогімназія 1879—1880 н. р. Перша київська гімназія |            |
| Крутков Олександр Федорович        |                 |                  | статський радник         | 1888    | 1892    | Директор гімназії  | 1872—1889 н. р. Грецька мова у Санкт-Петербурзькій 3-й гімназії 1892—1906 н. р. Директор Лубенської гімназії 1906—1907 н. р. Географія та 1907—1912 н. р. Латинська мова у Санкт-Петербурзькій 12-й гімназії |            |
| Лятошинський Микола Леонтійович    | 1861            |                  | статський радник         | 1908    | 1911    | Директор гімназії  | 1885-1889 н. р. Історія, 1906—1908 н. р. Директор Немирівська чоловіча гімназія 1889—1897 н. р. Історія, Географія Житомирська чоловіча гімназія 1897—1906 н. р. Історія Перша київська чоловіча гімназія 1911—1916 н. р. Директор житомирського приватного комерційного училища Н. Л. Ремезової                   |            |
| Окойомов Іван Кіндратович          | 1866            |                  | колезький радник         | 1910    | 1914    | Директор гімназії  | 1896—1903 н. р. Математика Варшавська п'ята гімназія 1904—1906 н. р. Інсп. Імперського університету Варшави 1909—1910 н. р. Директор Острозької гімназії Суворовський кадетський корпус у Варшаві |            |
| Розсоптовський Іван Миколайович    |                 |                  | статський радник         | 1909    | 1911    | Інспектор гімназії | Математика: 1889—1901 н. р. у Прилуцькій чоловічій гімназії 1901—1908 н. р. у Роменському реальному училищі 1906—1908 н. р. у Роменській жіночій гімназії 1911—1913 н. р. у Барському реальному училищі 1908—1909 н. р. Інспектор та Армфметика у Сквирській приватній прогімназії Ф. Дроздовського                |            |
| Ромасюк Трохим Іванович            |                 |                  | статський радник         | 1913    | 1916    | Інспектор гімназії | 1899—1909 н. р. Давні мови Чернігівської чоловічої гімназії 1905—1906 н. р. Історія, Географія одночасно там же 1909—1914 н. р. Інспектор Луцької гімназії (В. о.) |            |
| Сокологорський Іван Дмитрович      | 20 червня 1863  | 7 листопада 1942 | статський радник         | 1911    | 1913    | Інспектор гімназії | 1897—1911 н. р. Російська мова в Вінницькому реальному училищі 1914—1916 н. р. в. о. інспектора в Роменському реальному училищі | [ 36 ]     |
| Турчаковський Климент Іванович     | 1847            | 9 січня 1897     | статський радник         | 1892    | 1894    | Директор гімназії  | Історія та Географія: 1873—1874 н. р. Череповецьке реальне училище 1874—1878 н. р. Кишинівська чоловіча гімназія 1878—1880 н. р. Одеська Перша Рішельєвська гімназія Історія 1883—1889 н. р. Перша київська гімназія 1889—1892 н. р. Директор Уманської прогімназії 1894—1897 н. р. Директор Острогозької гімназії |            |
| Федоровський Павло Олексійович     | 1862            |                  | дійсний статський радник | 1914    | 1919    | Директор гімназії  | 1903—1906 директор народних училищ Кутаїської губернії 1906—1913 директор народних училищ Тифліської губернії |            |
| Чернушевич Микола Петрович         | 1847            |                  | дійсний статський радник | 1896    | 1908    | Директор гімназії  | Математика: 1874—1878 н. р. Білоцерківське реальне училище; 1878—1894 н. р. Київське реальне училище; 1878—1881 н. р. Київська жіноча гімназія; 1881—1896 н. р. Київський інститут шляхетних дівчат. 1894—1896 н. р. Інспектор народних училищ Київської, Подільської та Волинської губерній                       |            |

## Відомі випускники
- Душинський Сигізмунд Вікторович-Ксаверійович-Миколайович (випуск 1851 року[37]), батько Мечислава Душинського.
- Людвік Карлович Ясенецький (випуск 1851 року[37]) — з 1858 року дідич частини Лип'янки[38]. Співвласник Краснопілки[39]. Учасник антиросійського польсько-литовсько-українського повстання 1863 року. Звільнений у 1871 році[40].
- Проспер Карлович Ясенецький (випуск 1851 року[37]) — з 1858 року дідич частини Лип'янки[38]. Співвласник Краснопілки[39]. Разом з братом Владиславом Карловичем Ясенецьким у 1894 році володіли 1000 десятинами землі[41].
- Микола (Зіоров) (1851—1915) (випуск 1865 року[37]) — ієрарх Російської православної церкви, єпископ Алеутський та Аляскинський (1891–1898), архієпископ Варшавський та Привісленський (1908–1915). Член Державної Ради Російської імперії.
- Іван Дудченко (Ковбасенко) (нар.19 вересня 1857, Новомиргород — пом.5 червня 1917, Чита) (випуск 1873 та 1874 року[37]) — український та російський лікар-епідеміолог, мікробіолог, відомий дослідник чуми в Забайкаллі.
- Левитський Микола Васильович (нар.25 березня 1859, Хмільна — пом.1 грудня 1936) (випуск 1875 року[37]) — громадський діяч, організатор кооперативного руху, публіцист.
- Бурдзинський Тадеуш Андрійович (нар.22 жовтня 1868, хутір Макарівка — пом.15 лютого 1925, Вільнюс) (випуск 1889 року)[42], лікар гінеколог, доктор медичних наук, професор Вільнюського університету.
- Нещадименко Марко Петрович (нар.2 січня 1869, Сердегівка — пом.1 жовтня 1942) Київ) (випуск 1889 року)[42], український радянський мікробіолог та епідеміолог, доктор медицини (з 1910 року), професор, член-кореспондент ВУАН по відділу мікробіології (з 1929 року).
- Ямпольський Самсон Давидович-Іцькович (нар.11 листопада 1869, Глухів — пом.1940, Москва) (випуск 1889 року)[42], український радянський лікар акушер-гінеколог та хірург, перекладач.
- Душинський Мечислав Сигізмундович (нар. 25 травня 1868, Кохівка — пом. ?) (випуск 1890 року[43]), військовик, прапорщик, герой Першої світової війни, кавалер Ордену Святої Анни та Орденів Святого Станіслава.
- Грузевич-Нечай Олександр Миколайович (нар. 23 травня 1873, Янопіль — пом. ?) (випуск 1891 року[44]), військовик, поручик, герой Першої світової війни, кавалер Ордену Святої Анни та Орденів Святого Станіслава.
- Ярмохович Валентин Іванович (нар.1 травня 1878, Златопіль — пом.19 серпня 1914) (випуск 1898 року[45]) — військовик, ротмістр, кавалер Ордену Святого Станіслава, загинув на фронті Першої світової війни. Син вчителя гімназії Івана Ярмоховича.
- Андрієвський Костянтин Прохорович (нар.5 червня 1879, Гейсиха — пом.?) (випуск 1899 року)[46], юрист, педагог, надвірний радник, засуджений за пред'явленим звинуваченням в наклепі на радянську владу і контрреволюційну агітацію.
- Мейер Тадеуш-Здзислав Юлійович (нар.7 лютого 1880, Варшава — пом.?) (випуск 1899 року)[46], лікар, підполковник медичної служби, доктор медичних наук, учасник Варшавського повстання.
- Бурдзинський Віктор-Стефан Андрійович (нар.15 грудня 1876, хутір Макарівка — пом.?) (випуск 1900 року)[47], наймолодший брат Тадеуша Бурдзинського, через акції студентської непокори був відрахований з Університету святого Володимира[48].
- Метт Самуїл Абрамович (нар.26 жовтня 1879, Златопіль — пом.1951, Абезь) (випуск 1900 року)[47], український економіст, репресований начальник планово-виробничого відділу.
- Винниченко Володимир Кирилович (нар.16 липня 1880, Єлисаветград — пом.6 березня 1951, Мужен, Франція) (випуск 1900 року)[49], український політичний та державний діяч, прозаїк, драматург та художник.
- Шейніс Давид Ісайович (нар.5 вересня 1877, Липкани, Хотинський повіт, Бессарабська губернія — пом.?) (випуск 1901 року, атестат № 626)[50], співробітник НКВС, начальник підрозділу.
- Доґа Василь Михайлович (нар.1886, Златопіль — пом.?) (випуск 1903 року, атестат № 808)[51], педагог, професор ВУАН, засуджений за приналежність до СВУ.
- Ільталь Карл-Гейнріх Іванович (нар. 24 жовтня 1885 — пом. ?) (випуск 1904 року, атестат № 722)[52], військовик, поручик, герой Першої світової війни, кавалер Ордену Святої Анни.
- Крашановський Іван Миколайович (нар.13 грудня 1884, Ковно — пом.1939, Карелія) (випуск 1904 року, атестат № 719)[52], український репресований художник.
- Мурузі Дмитро Олександрович (випуск 1904 року, атестат № 741)[52], князь, камер-юнкер, колезький радник, скарбник (рос. казначей) управління справами великого князя Дмитра Костянтиновича (онука Миколи I).
- Ноццоліні Володимир Йосипович (випуск 1904 року, атестат № 754)[52], військовик, поручик, герой Першої світової війни, кавалер Ордену Святого Георгія, Ордену Святої Анни та Ордену Святого Станіслава.
- Пеньковський Стефан-Казимир Валентинович (нар.27 серпня 1885, Варшава — пом.1940, Катинь) (випуск 1904 року, атестат № 752)[52], лікар невролог і психіатр, професор неврології та психіатрії Ягеллонського університету, майор, жертва Катинського розстрілу.
- Сельський Володимир Олександрович (13 жовтня 1883, Вихилівка — 18 лютого 1951, Київ) (випуск 1904 року, атестат № 749)[52], український геофізик і геолог, професор. Дійсний член АН УРСР (з 1939 року).
- Бережинський Валентин Андроникович (нар.2 квітня 1886, Лебедин, Чигиринський повіт, Київська губернія — пом.31 березня 1938, Нарим) (випуск 1905 року, атестат № 822)[53], офіцер Російської імператорської армії та Армії Української Народної Республіки, репресований священик.
- Бобриєвич Микола Сергійович (нар. 1 січня 1886, Кримки — пом. ?) (випуск 1905 року, атестат № 824)[53], військовик, підпоручик, герой Першої світової війни, кавалер Орденів Святої Анни та Орденів Святого Станіслава.
- Гукович Василь Михайлович (нар. 28 грудня 1885, Калинівка — пом. 1937) (випуск 1905 року, атестат № 850)[53], військовик, поручик, герой Першої світової війни, кавалер Ордену Святої Анни, репресований протоієрей.
- Зіхман Оскар Карлович (нар.12 грудня 1885, Тукумс, Курляндська губернія — пом.12 лютого 1964, Москва) (випуск 1905 року, атестат № 832)[53], радянський вчений, агрохімік. Академік ВАСГНІЛ (з 1935).
- Корчинський Михайло Агафонович (нар.15 березня 1885, Залуччя-Надкордонне, Кам'янецький повіт, Подільська губернія — пом.7 жовтня 1937, Львів) (випуск 1905 року, атестат № 857)[54], — український адвокат, політичний і громадський діяч, Державний секретар Ради народних міністрів УНР доби Директорії.
- Крутчевський Сергій Семенович (нар. 24 вересня 1884, Олександрія — пом. 28 травня 1944, Париж) (випуск 1905 року, атестат № 820) — військовик, ротмістр, герой Першої світової війни, кавалер Ордену Святої Анни та Ордену Святого Станіслава.
- Прохорович Єрмолай Васильович (нар.21 серпня 1884, Болотниця, Прилуцький повіт, Полтавська губернія — пом.1983, Москва) (випуск 1905 року, атестат № 867)[53], Заслужений лікар РРФСР, Лауреат Державної премії.
- Радзієвський Микола Іванович (нар.27 листопада 1884, Єрки, Звенигородський повіт, Київська губернія — пом.27 травня 1965, Хмельницький) (випуск 1905 року, атестат № 845)[53], український композитор і диригент, заслужений артист Української РСР — 1930.
- Скиба Олександр Петрович (нар.10 вересня 1886, Потоки — пом.25 квітня 1938, «Комунарка») (випуск 1905 року, атестат № 845)[53], репресований помічник відділу експлуатації Омської залізниці.
- Сонданс Олександр (нар. 7 червня 1882, Одеса — пом. ?) (випуск 1905 року, атестат № 865)[53], військовик, прапорщик.
- Станіславський Антоній-Роберт (1817—1883), правознавець, перекладач, доктор державного права (1851), таємний радник, з польського шляхтетського роду.
- Безверхий Іван Феоктистович (нар. 1886, Пологи — пом. ?) (випуск 1906 року, атестат № 610)[55], військовик, штабс-капітан, герой Першої світової війни, кавалер Ордену Святого Володимира, Ордену Святої Анни та Ордену Святого Станіслава.
- Ільталь Роберт Іванович (випуск 1906 року, атестат № 625)[55], військовик, прапорщик, кавалер Орденів Святого Станіслава.
- Мексин Яків Петрович (нар.10 листопада 1886, Єлизаветград Херсонської губернії — пом.12 серпня 1943, роз'їзд Пера Шимановський район Хабаровський край) (випуск 1906 року, атестат № 851)[55], адвокат Російської імперії, радянський дитячий письменник, педагог, видавець та музейний працівник.
- Нещадименко Іван Петрович (нар.3 вересня 1885, Сердегівка — пом.17 квітня 1967, Смоленськ) (випуск 1906 року, атестат № 630)[55], патофізіолог, доктор медичних наук, професор.
- Студзинський Іван Вікентійович (27 грудня 1887, Свердликове — 11 вересня 1966, Львів) (випуск 1907 року, атестат № 937)[56] — український радянський хірург і топографоанатом, доктор медицини, професор, завідувач кафедри оперативної хірургії і топографічної анатомії Київського медичного інституту, а потім Львівського медичного інституту.
- Чижевський Тадеуш Олександрович (нар.4 серпня 1886, Єлизаветівка Єлизаветградського повіту Херсонської губернії — пом.липень 1938, Кіров) (випуск 1906 року, атестат № 639)[55], репресований бухгалтер.
- Гребеновський Олексій Миколайович (нар.27 квітня 1892, Лебедин — пом.?) (випуск 1909 року, атестат № 1138)[57], військовик, підпоручик, учасник громадянської війни в Росії.
- Грушевський Сергій Григорович (нар.24 червня 1892, Кам'янка — пом.3 листопада 1937, Сандармох) (випуск 1909 року, атестат № 1137)[57] закінчив із Золотою медаллю[58], в майбутньому історик, громадський діяч. Син Григорія Грушевського.
- Краузе Володимир Адольфович (нар.15 липня 1891, Черкаси — пом.?) (випуск 1909 року, атестат № 1143)[57], завідувач приплавом Дніпровського Держпароплавства.
- Лемені-Македон Борис Якович (нар.6 січня 1891, Кишинів — пом.?) (випуск 1909 року, атестат № 1144)[57], рідний брат репресованого інженера Шляхбуду Віктора Яковича Лемені-Македона.
- Микуц Олександр Юлійович (нар.2 серпня 1886, Костичани — пом.?) (випуск 1909 року, атестат № 1146)[57], рідний брат одного з «винуватців» Голодомору — Івана Юлійовича Микуца.
- Тарасевич Сергій Федорович (нар.7 жовтня 1888, Златопіль — пом.23 липня 1968, Чилі) (випуск 1909 року, атестат № 1153)[57], військовик, корнет, учасник Білого руху, служив у Російському корпусі.
- Фурдуй Костянтин Євгенійович (нар.7 березня 1885, Нова Прага — пом.5 жовтня 1941, Белград) (випуск 1909 року, атестат № 1163)[57], суддя, учасник громадянської війни в Росії.
- Залкінд Ісай Абрамович (нар.1891, Златопіль — пом.15 квітня 1939, Москва) (випуск 1910 року, атестат № 1018)[59], репресований начальник санітарного відділу ВМФ СРСР, бригадний військовий лікар.
- Тарануха Михайло Васильович (нар.4 листопада 1891, Кирилівка — пом. 10 грудня 1924, Франція) (випуск 1910 року, атестат № 1009)[59], військовик, поручик, герой Першої світової війни, кавалер Орденів Святої Анни та Ордену Святого Станіслава.
- Ширінг Іван Антонович (нар.1 червня 1891, Ставидла — пом.?) (випуск 1910 року, атестат № 1012)[59]) — військовик, корнет, учасник громадянської війни в Росії.
- Нещадименко Юхим Петрович (нар.3 листопада 1891 — пом.27 липня 1979, Саут-Баунд-Брук, Нью-Джерсі, США) (випуск 1911 року, атестат № 1059)[60]) — військовик, поручник Армії УНР.
- Бретт Владислав Йосипович (нар. 13 січня 1887, Червоне — пом. ?) (випуск 1912 року, атестат № 547)[61], військовик, прапорщик, герой Першої світової війни, кавалер Ордену Святої Анни.
- Грушевський Лев Григорович (нар.16 травня 1894, Черкаси) (випуск 1913 року, атестат № 608[62]), потім юридичний факультет Університету Святого Володимира з дипломом I ступеня. Син Григорія Грушевського. Одружений з Лідією Вікторівною Радзімовською — донькою священика.
- Грушевський Олександр Григорович (нар.нар.13 березня 1894, Стремигород — пом.близько 1919) (випуск 1913 року, атестат № 607[62]) — син викладача гімназії Григорія Грушевського.
- Грушевський Василь Григорович (нар. 28 грудня 1896, Мордва — пом. 15 квітня 1915) (випуск 1914 року, атестат № 603[63]) — військовик, прапорщик, загинув на фронті Першої світової війни. Син Григорія Грушевського.
- Корнійчук Стахій Стефанович (нар.31 жовтня 1898, Златопіль — пом.29 серпня 1935, Лозанна) (випуск 1918 року[64]) — військовик, учасник громадянської війни в Росії.

## Відомі викладачі
- Алексєєв Сергій Олексійович — 13 жовтня 1839 року переведений на посаду викладача предметів Малювання та Каліграфія у дворянському училищі, де працює по 1842 рік.
- Андрієвський Іван Прохорович — статський радник, український викладач, у 1882–1909 навчальних роках викладач предмету Російська мова.
- Антоніадіс Анастасій Маркович — статський радник, український заслужений викладач, у 1890—1910 навчальних роках викладач предмету Давні мови.
- Бабенко Олександр Калістратович — в 1907—1908 навчальному році вчитель предметів Математика та Фізика. Фізик-методист, професор.
- Більський Фома Антонович — у 1913—1918 навчальних роках викладач предмету Російська мова. Краєзнавець, педагог, музеолог, педагог.
- Бруєр Юліан Петрович — статський радник, у 1911—1914 навчальних роках викладач предмету Французька мова.
- Віллєті Людвіг Михайлович — український педагог, у 1836—1841 навчальних роках викладач предмету Французька мова.
- Вільбоа Володимир Миколайович — у 1836—1839 навчальних роках викладач предмету Російська мова та література.
- Воїнов Костянтин Вікторович — колезький асесор, у 1908—1920 навчальних роках викладач предметів Історія, Географія, Законодавство.
- Воскресенський Сергій Іванович — у 1884—1889 навчальних роках викладач предмету Давні мови.
- Гебгардт Фрідріх Карлович — статський радник, український педагог, у 1881—1899 навчальних роках викладач предмету Німецька мова.
- Грушевський Григорій Іванович — титулярний радник, у 1898—1916 навчальних роках помічник класного наставника, економ, вчитель підготовчих класів та викладач предметів Співи, Російська мова і Арифметика. Письменник, драматург.
- Декан Фрідріх Адольфович — статський радник, український педагог, у 1892—1908 навчальних роках викладач предмету Французька мова.
- Дорожинський Микола Сильвестрович — статський радник, український педагог, у 1904—1909 навчальних роках викладач предмету Давні мови.
- Дорожинський Михайло Андрійович — надвірний радник, український педагог, у 1885—1892 навчальних роках викладач предмету Математика та у 1892-1894 навчальних роках викладач предмету Давні мови.
- Зеленецький Антоній Крискентович — протоієрей, у 1896–1920 навчальних роках викладач предмету Закон Божий[65].
- Зеров Микола Костянтинович — у 1915–1917 навчальних роках виконавець обов'язків викладач предмету Давні мови. Літературознавець, поет, перекладач.
- Зінов'єв Митрофан Іванович — у 1896–1897 навчальному році викладач предметів Каліграфія та Малювання, відомий художник.
- Зубакін Михайло Федорович — у 1910—1914 навчальних роках викладач предмету Давні мови[66].
- Іванов Варсонофій Миколайович — статський радник, у 1888—1898 навчальних роках викладач предмету Математика,
- Крафт Карл Мартинович — український педагог, у 1868—1878 навчальних роках предмету Німецька мова.
- Лаврентьєв-Гальченко Петро Лаврентійович — колезький радник, у 1904—1919 навчальних роках викладач предметів Каліграфія та Малювання.
- Линник Григорій Омелянович — статський радник, український педагог, у 1902—1906 навчальних роках викладач предметів Історія, Географія.
- Лоначевський-Петруняко Михайло Іванович — український педагог, у 1858—1861 навчальних роках викладач предмету Математика.
- Мишлаєвський Захар Якович — колезький асесор, у 1842—1864 навчальних роках викладач предмету Латинська мова, батько відомого генерала від інфантерії Олександра Захаровича Мишлаєвського.
- Немолодишев Степан Арсенович — надвірний радник, український педагог, у 1908—1910 навчальних роках наставник 1 класу і викладач предметів Математика та Законознавство.
- П'ятин Олександр Титович — статський радник, український педагог, у 1884—1892 навчальних роках викладач предмету Французька мова.
- Савченко-Більський Михайло Олександрович — педагог, агроном, Генеральний секретар хліборобства уряду Української Центральної Ради, у 1906—1907 навчальних роках викладач предмету Природознавство.
- Соловйов Михайло Петрович — український педагог, у 1884—1887 навчальних роках викладач предмету Математика.
- Стрижевський Гаврило Якович — колезький асесор, український педагог, у 1869—1873 навчальних роках викладач предмету Латинська мова.
- Успенський Костянтин Ничипорович — статський радник, український заслужений викладач предметів Історія, Географія та Латинська мова у 1873—1876 та 1979—1901 навчальних роках.
- Фауре Карл Карлович — статський радник, у 1901—1914 та 1919—1920 навчальних роках викладач предмету Німецька мова[67].
- Харський Гнат Іванович — український педагог, у 1852—1854 навчальних роках викладач предмету Математика.
- Цариков Василь Корнійович — колезький асесор, український педагог, у 1877—1911 навчальних роках вчитель предметів Російська мова та Арифметика у підготовчому класі.
- Черневський Вікентій Гнатович — статський радник у 1872—1887 навчальних роках викладач предмету Давні мови.
- Ярмохович Іван Матвійович — колезький асесор, у 1869–1897 навчальних роках викладач предметів Каліграфія, Малювання і Креслення, відомий художник.

## Особистості
В різні роки в Златопільській гімназії навчались і працювали:
- Білобабченко Сергій Гаврилович — драматург, актор та режисер.
- Вікторов Віктор — кінорежисер.
- Лепський Юхим Мойсеєвич — лікар, вчений-педіатр
- Лятошинський Борис Миколайович — композитор, диригент і педагог. Навчався з 1 вересня 1908 року по 15 лютого 1911 року[68].
- Олофінський Микола — доктор технічних наук.
- Поджіо Олександр Михайлович — генерал-майор, нащадок Йосипа Поджіо[69], начальник 5-ї Української дивізії 2-го Січового Запорізького корпусу військ Центральної Ради
- Поповкін Євген Юхимович — письменник, лауреат Сталінської премії. За результатами вступних іспитів зарахований і станом на 1 січня 1917 року був учнем підготовчого класу[64].
- Тулуб Олександр Данилович — педагог, громадський діяч, член Кирило-Мефодіївського товариства.
- Филипович Павло Петрович — поет, літературознавець.

## Галерея

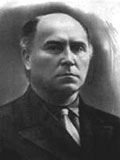
Фома Більський. Російська мова 1913—1918 н. р.
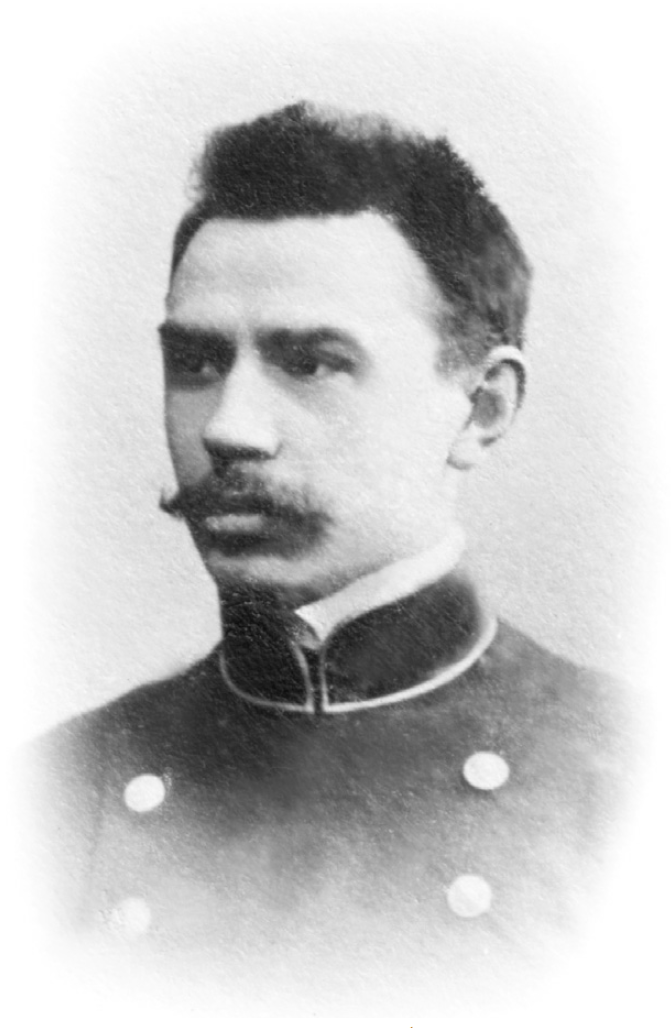
Михайло Зубакін. Давні мови 1910—1914 н. р.
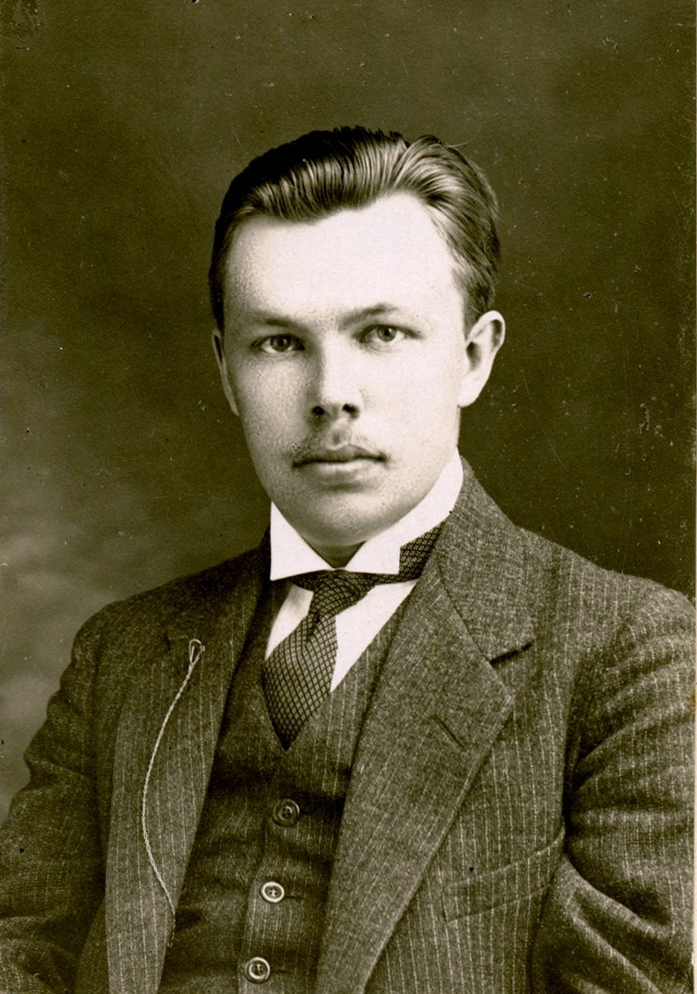
Микола Зеров. Давні мови 1915—1917 н. р. (1 травня 1915 року)

Марко Нещадименко. Випуск 1889 року. Провчився 10 років.
Самсон Ямпольський. Випуск 1889 року. Провчився випускний рік.
Андрієвський Костянтин Прохорович. Випуск 1899 року. Провчився 10 років.
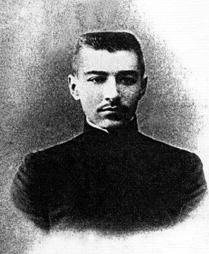
Володимир Винниченко. Випуск 1900 року. Склав іспит зрілості як стороння особа.
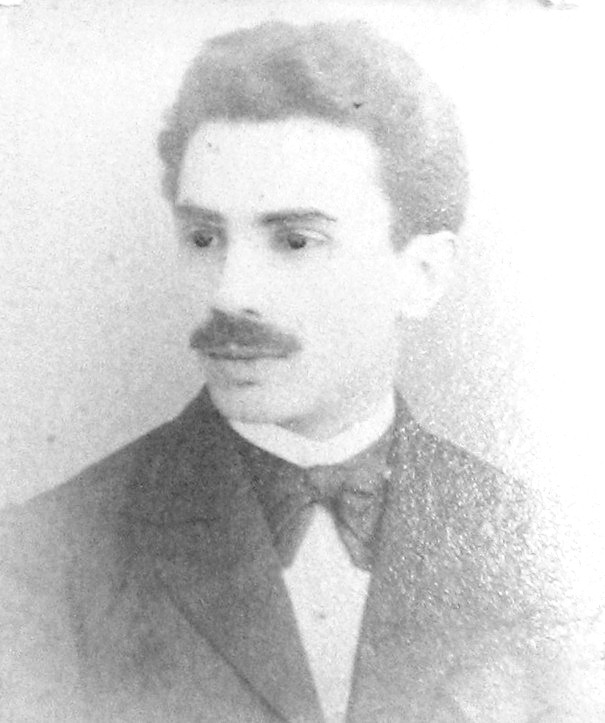
Давид Шейніс. Випуск 1901 року. Склав іспит зрілості як стороння особа.

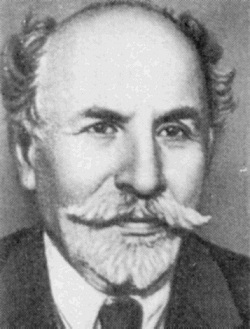
Володимир Сельський. Випуск 1904 року. Склав іспит зрілості як стороння особа.
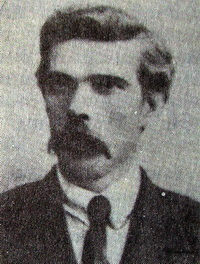
Михайло Корчинський. Випуск 1905 року. Склав іспит зрілості як стороння особа.
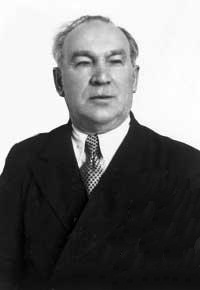
Єрмолай Прохорович. Випуск 1905 року. Склав іспит зрілості як стороння особа.
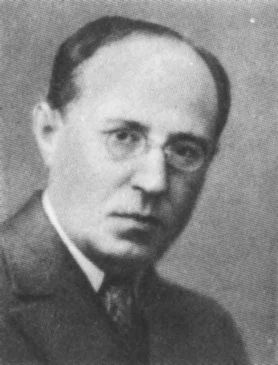
Яків Мексин. Випуск 1906 року. Склав іспит зрілості як стороння особа.

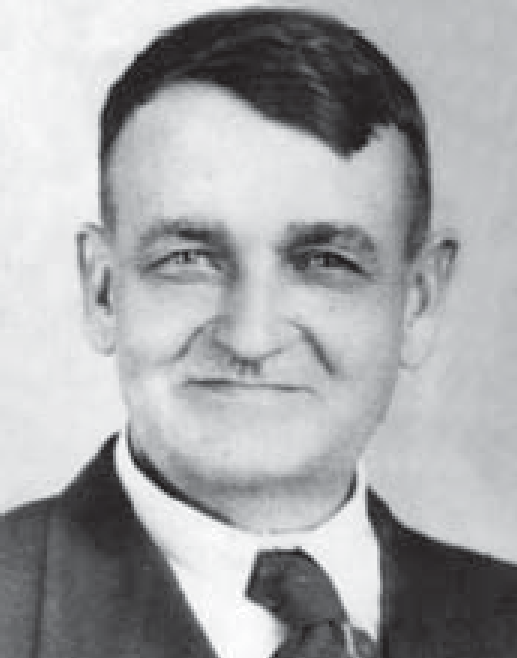
Іван Студзинський. Випуск 1907 року. Провчився 10 років.
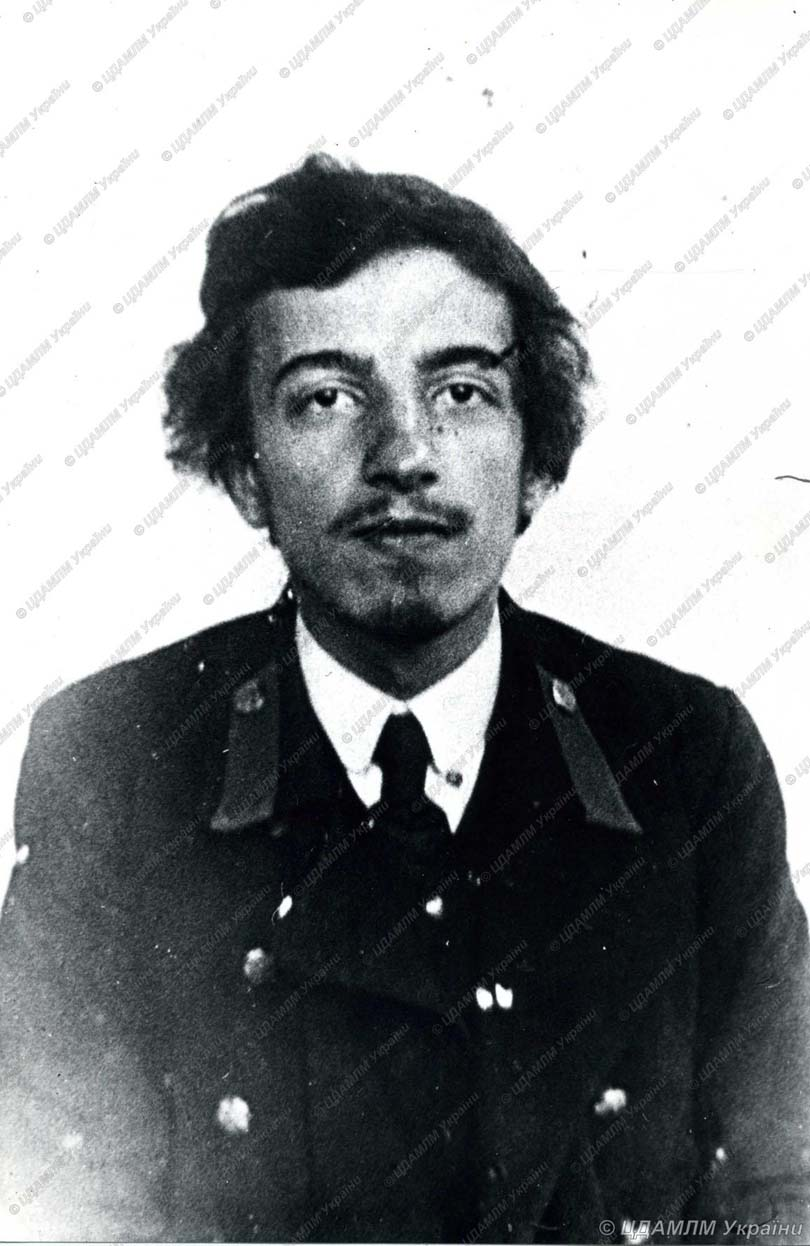
Борис Лятошинський. Навчався з 1 вересня 1908 року по 15 лютого 1911 року.
Юхим Нещадименко. Випуск 1911 року. Провчився 10 років.

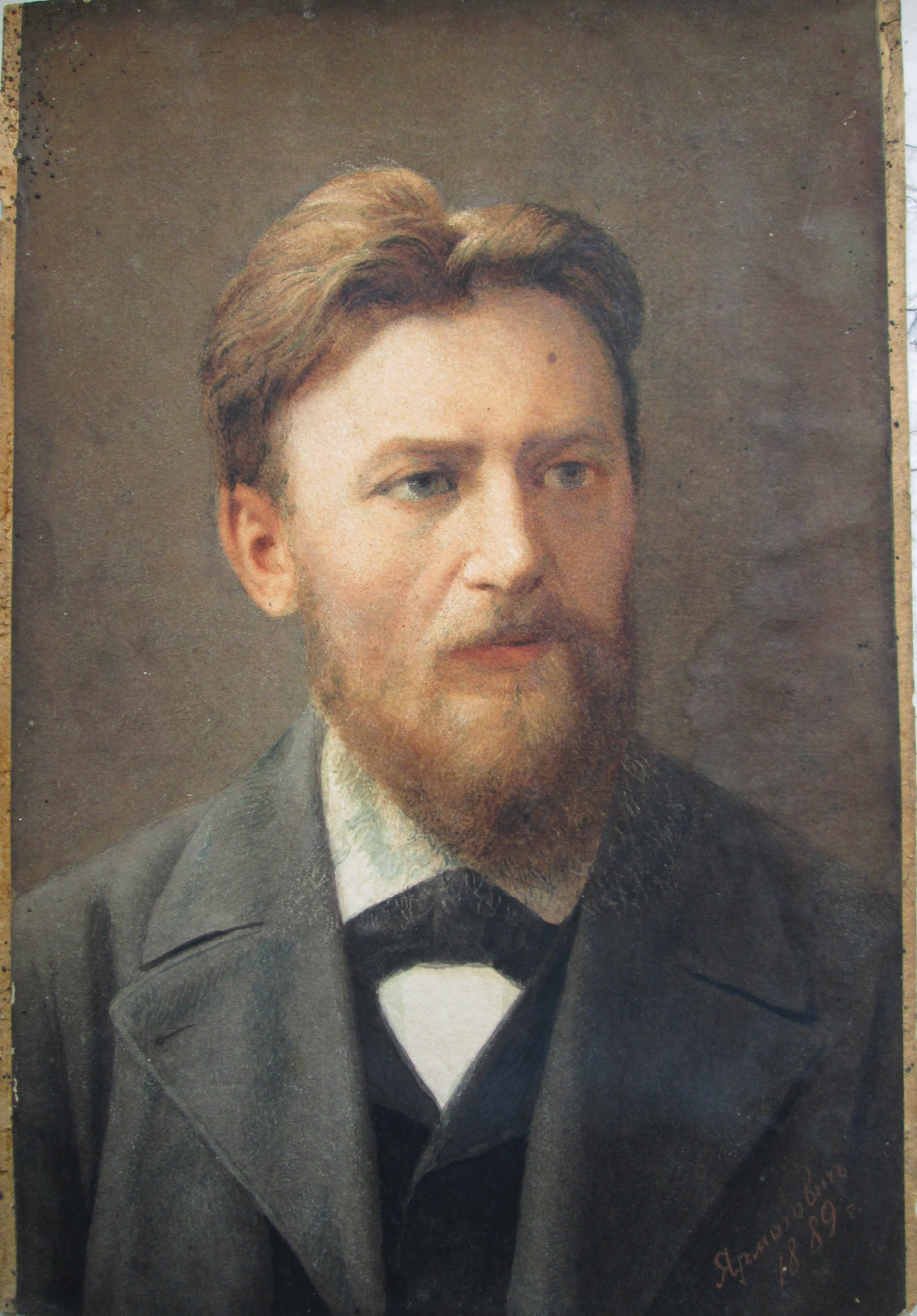
Акварельний портрет інспектора гімназії в 1885—1890 н. р. Андрієвського, виконаний вчителем малювання, креслення та каліграфії у 1869—1897 н. р. Ярмоховичем.
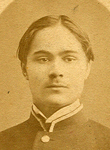
Варсонофій Іванов. Математика 1888—1898 н. р.
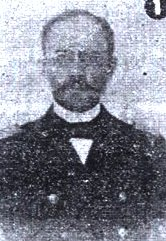
Митрофан Зінов'єв. Малювання, Каліграфія 1896—1897 н. р.
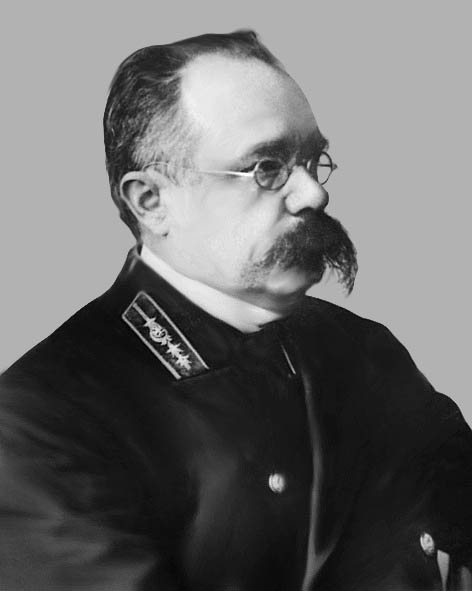
Григорій Грушевський. Помічник класного наставника, економ, вчитель підготовчих класів, предметів: Співи, Російська мова і Арифметика в 1898–1920 н. роках.
Олександр Бабенко. Математика Фізика 1907—1908 н. р.
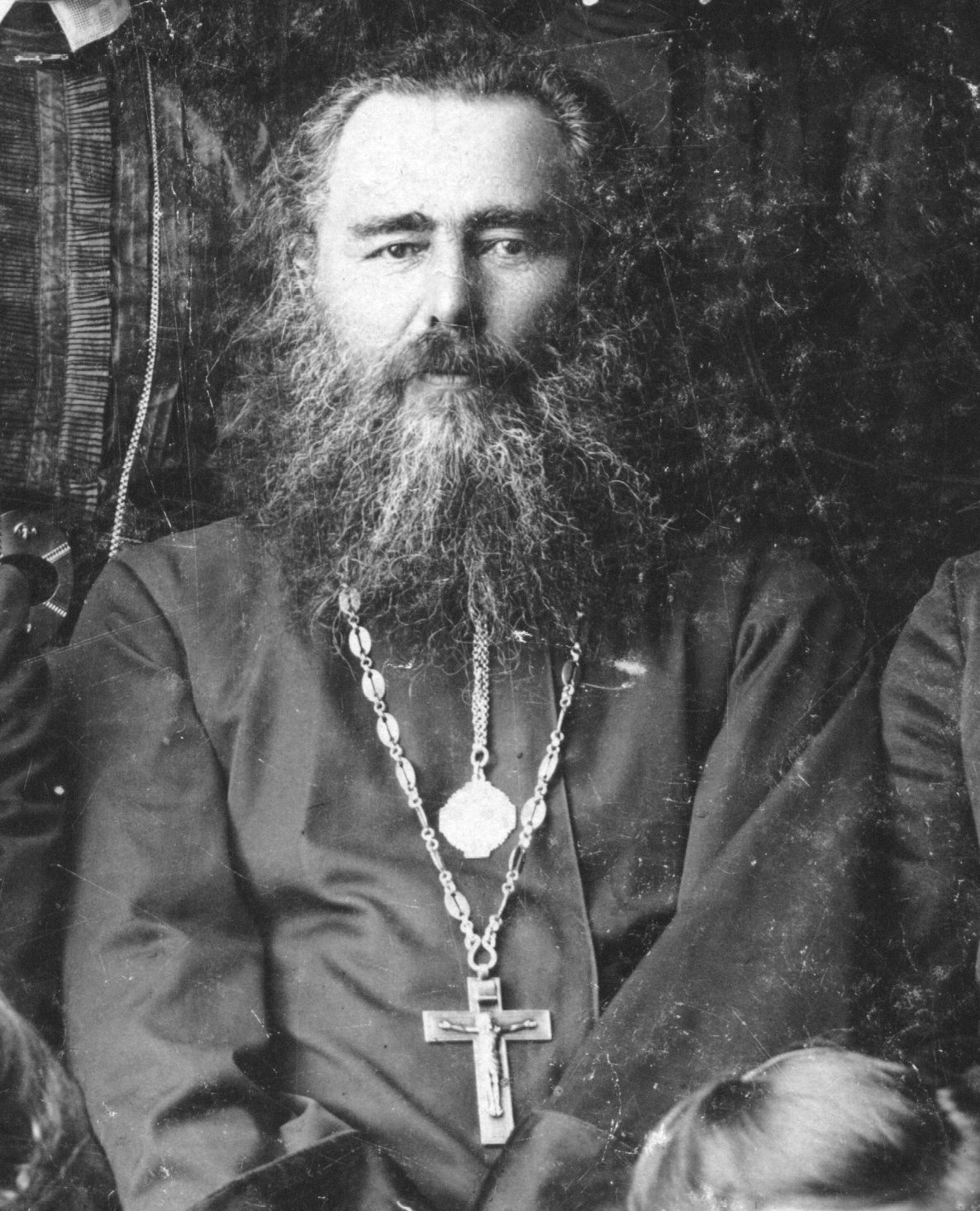
Зеленецький Антоній. Крискентович. Закон Божий 1896—1920 н.р.

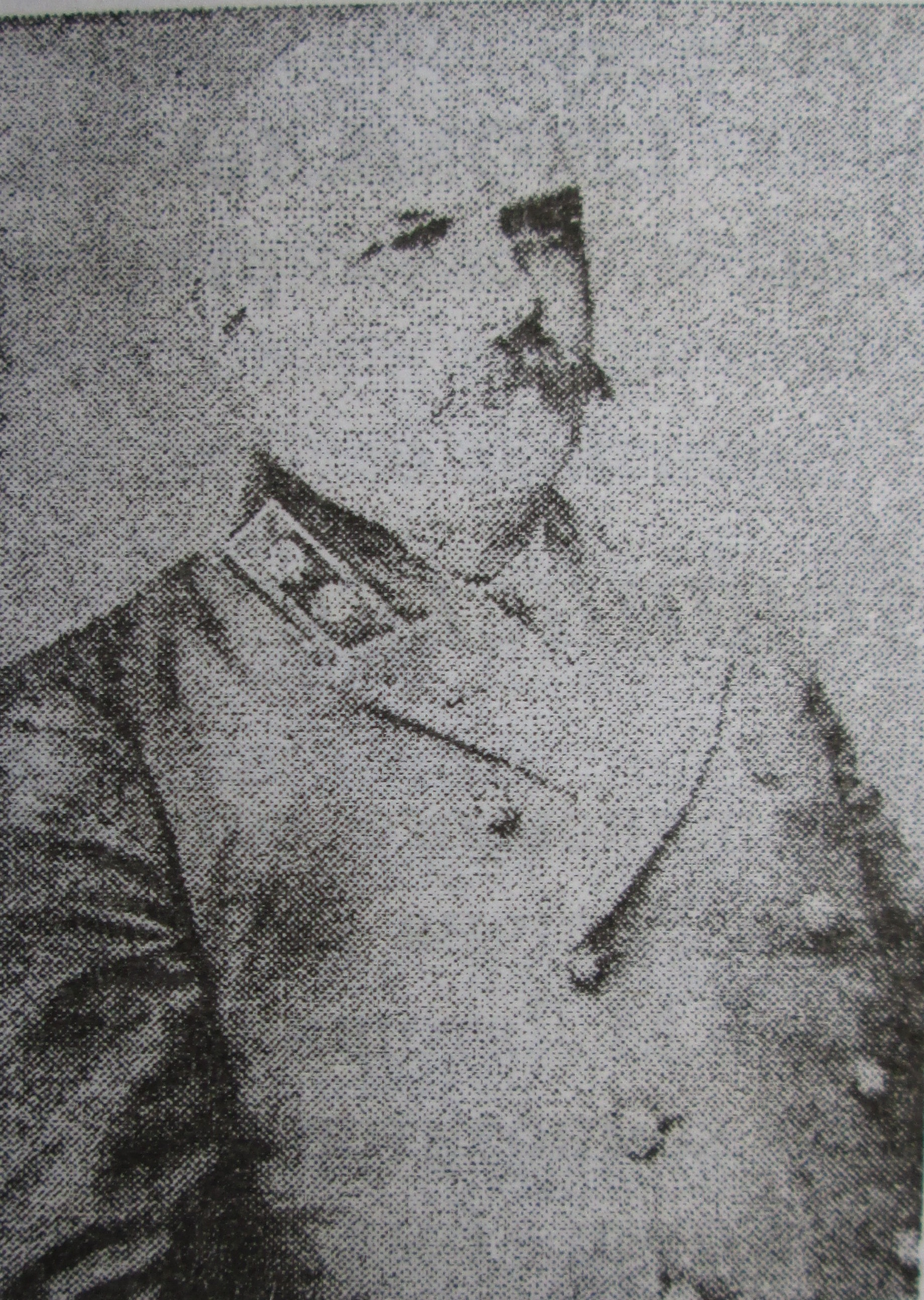
Микола Лятошинський. Директор гімназії 1908—1911 н. р.
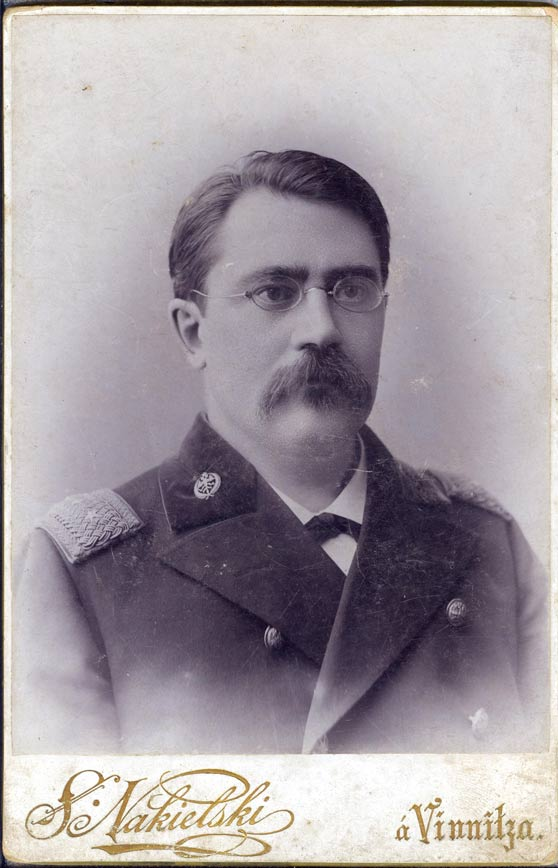
Іван Сокологорський. Інспектор 1911—1913 н. р.
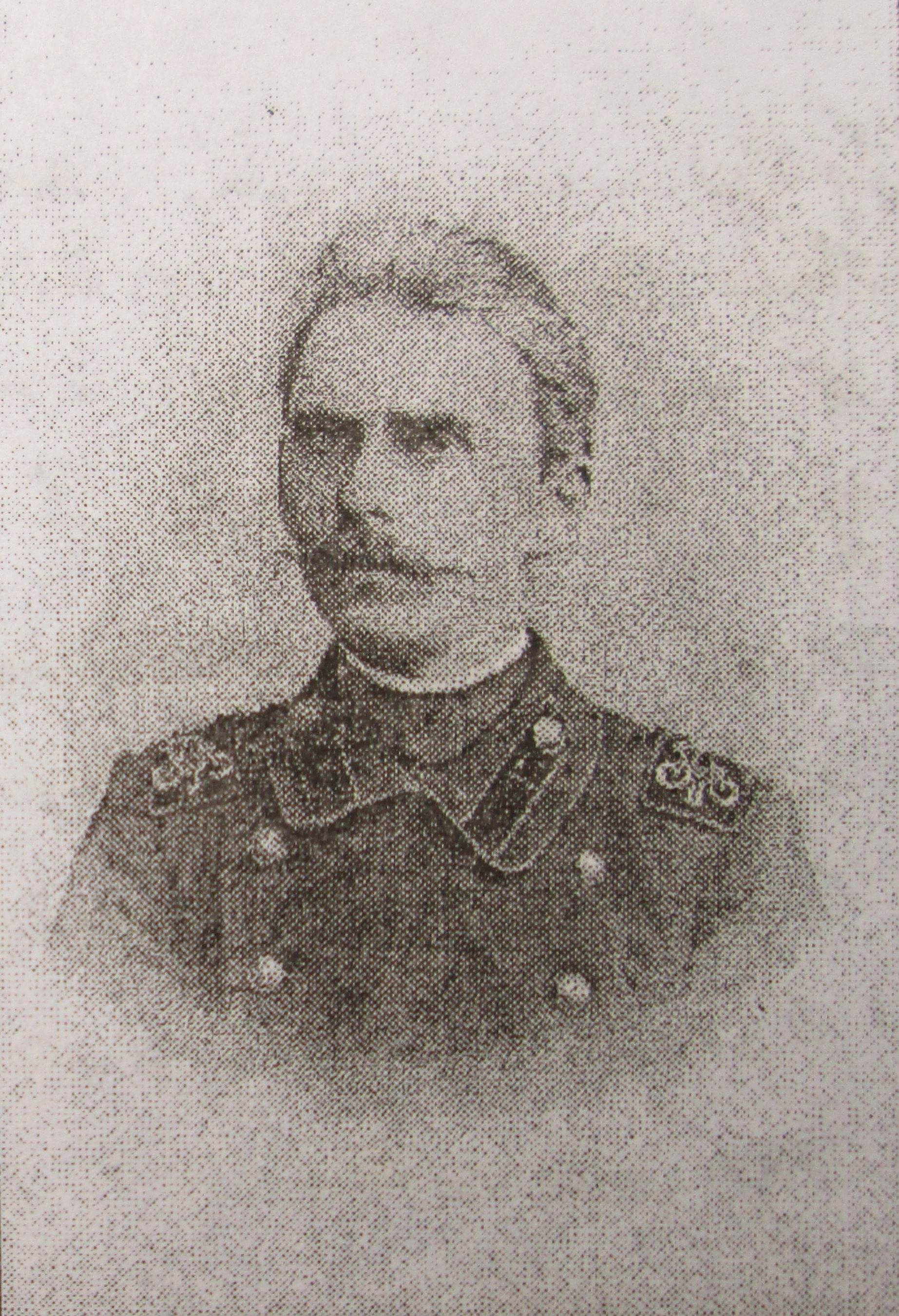
Костянтин Коршун-Осмоловський. Природознавство, Географія, Гігієна 1908—1916 н. р.
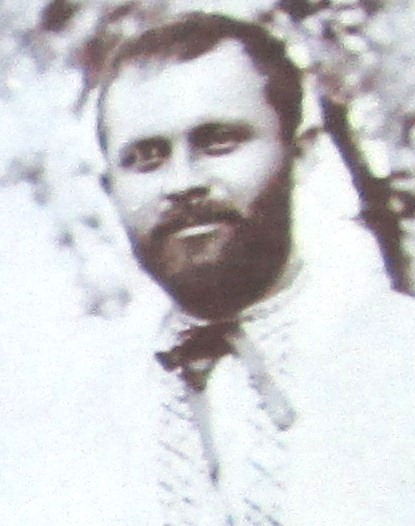
Феофан Сидельник. Військова гімнастика В. о. 1908—1910 н. р.
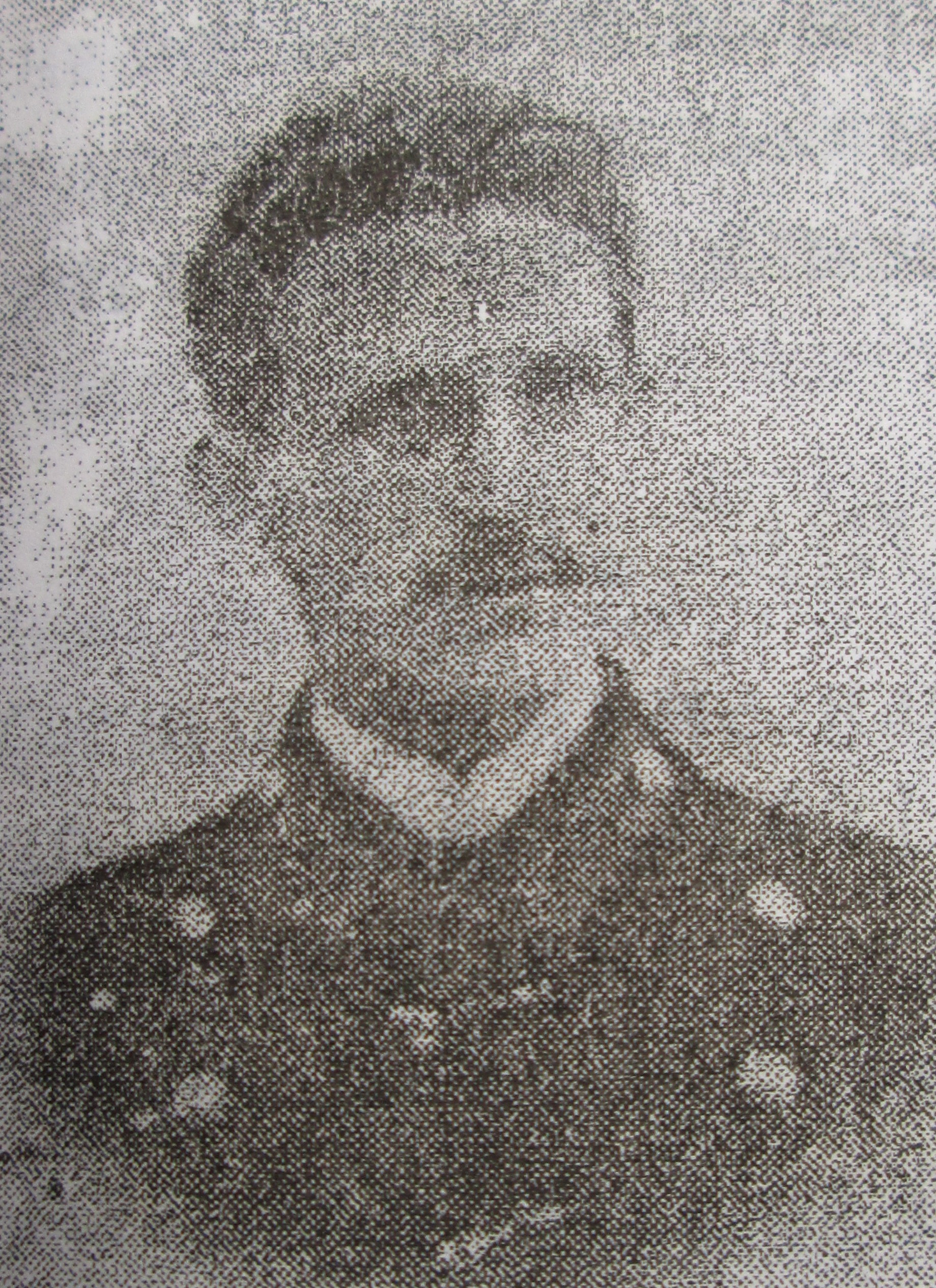
Василь Імшенецький. Математика 1913—1916 н. р.

- Фома Більський.
Російська мова
1913—1918 н. р.
- Михайло Зубакін.
Давні мови
1910—1914 н. р.
- Микола Зеров.
Давні мови
1915—1917 н. р.
(1 травня 1915 року)

- Марко Нещадименко.
Випуск 1889 року.
Провчився 10 років.
- Самсон Ямпольський.
Випуск 1889 року.
Провчився випускний рік.
- Андрієвський Костянтин Прохорович.
Випуск 1899 року.
Провчився 10 років.
- Володимир Винниченко.
Випуск 1900 року.
Склав іспит зрілості
як стороння особа.
- Давид Шейніс.
Випуск 1901 року.
Склав іспит зрілості
як стороння особа.

- Володимир Сельський.
Випуск 1904 року.
Склав іспит зрілості
як стороння особа.
- Михайло Корчинський.
Випуск 1905 року.
Склав іспит зрілості
як стороння особа.
- Єрмолай Прохорович.
Випуск 1905 року.
Склав іспит зрілості
як стороння особа.
- Яків Мексин.
Випуск 1906 року.
Склав іспит зрілості
як стороння особа.

- Іван Студзинський.
Випуск 1907 року.
Провчився 10 років.
- Борис Лятошинський.
Навчався з 1 вересня 1908 року по 15 лютого 1911 року.
- Юхим Нещадименко.
Випуск 1911 року.
Провчився 10 років.